# Sphecozone crassa
Sphecozone crassa is een spinnensoort uit de familie hangmatspinnen (Linyphiidae). De soort komt voor in Colombia en Brazilië.